# Мая Димитрова (политик)
Мая Йорданова Димитрова е български политик, икономист, инженер и юрист от БСП. Народен представител от коалиция „БСП за България“ в XLV, XLVII и XLVIII народно събрание. В периода от 2007 до 2019 г. е общински съветник в община Добрич, а от 2019 до 2021 г. е била председател на Общински съвет Добрич.

## Биография
Мая Димитрова е родена на 9 септември 1965 г. в град Оряхово, Народна република България. Завършва специалност „Машинен инженер“ в Техническия университет във Варна и специалност „Икономика и мениджмънт“ в Икономическия университет във Варна. Има и юридическо обучение, работи като юрист на свободна практика. Била е преподавател в Тервел и Генерал Тошево, помощник-директор във Финансово-стопанска гимназия „Васил Левски“ в Добрич.
От 1997 г. е член на Българската социалистическа партия. От 2007 г. взима активно участие при управлението на партията в Добрич. През март 2014 г. става ръководител на Общинския съвет на БСП в Добрич, от 2016 г. е член на Народното събрание на БСП и ръководител на Областния съвет. Четвърти мандат общински консултант от БСП в Добрич. От ноември 2019 г. е ръководител на Общинския съвет.